# Cruzeiro (monnaie)
 (signalé en août 2025).
Si vous disposez d'ouvrages ou d'articles de référence ou si vous connaissez des sites web de qualité traitant du thème abordé ici, merci de compléter l'article en donnant les références utiles à sa vérifiabilité et en les liant à la section « Notes et références ».
- Archive Wikiwix
- Bing
- Cairn
- DuckDuckGo
- E. Universalis
- Gallica
- Google
- G. Books
- G. News
- G. Scholar
- Persée
- Qwant
- (zh) Baidu
- (ru) Yandex
- (wd) trouver des œuvres sur Wikidata

Pour les articles homonymes, voir Cruzeiro.
Le cruzeiro (/kɾuˈzejɾu/) est le nom de plusieurs monnaies du Brésil, de 1942 à 1986 et de 1990 à 1994. Il était divisé en 100 centavos.

## Définition
Le nom cruzeiro en portugais se réfère à une constellation de l'hémisphère sud, Cruzeiro do Sul (la Croix du Sud). Elle aide les navigateurs à se repérer dans l’hémisphère sud où l'étoile polaire n'est pas visible.

## Histoire
Le Brésil a connu de nombreuses dévaluations durant son histoire ce qui l'obligea à changer souvent sa monnaie.

### Cruzeiro (ancien cruzeiro - BRZ) de 1942 à 1967

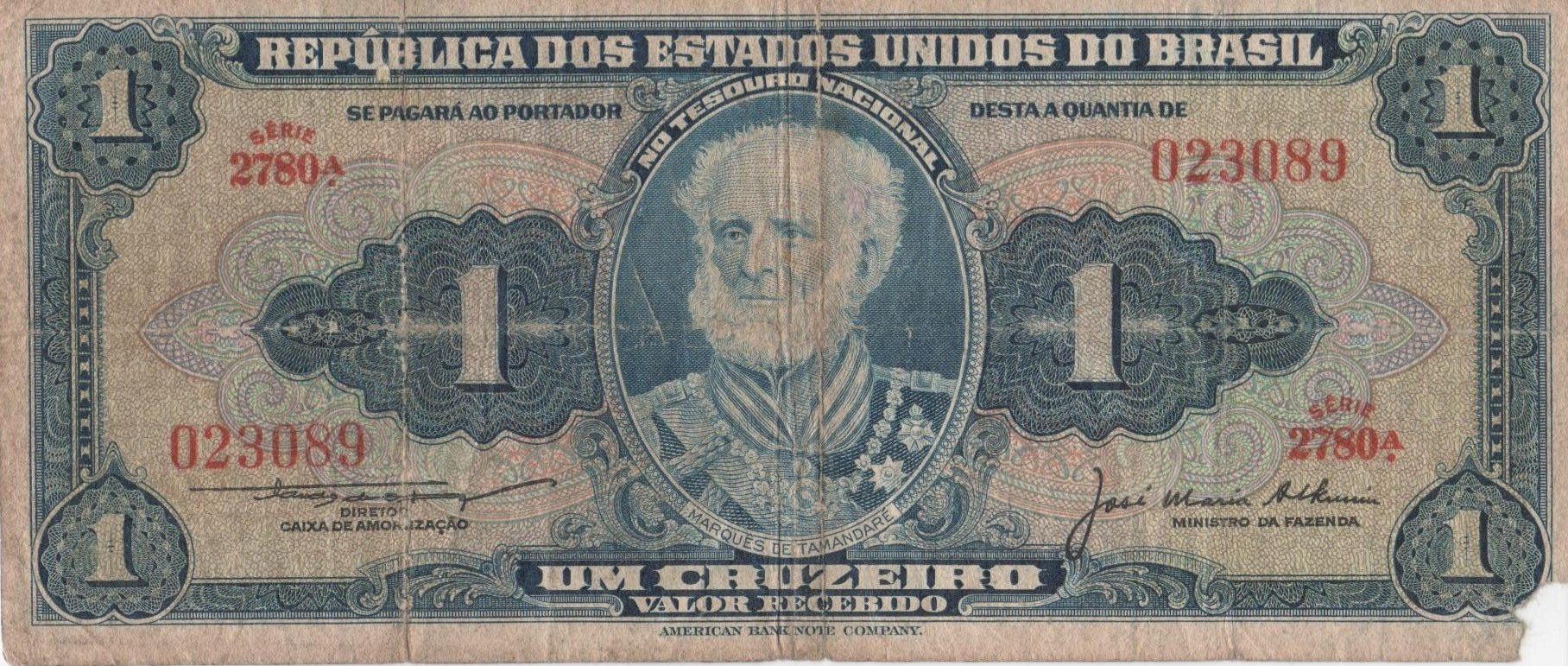
Joaquim Marques Lisboa, Marquis of Tamandaré sur le billet de 1 cruzeiro (1re période, série 1942), imprimé par l'American Banknote Company.

Le cruzeiro, ou premier cruzeiro, nommé plus tard "cruzeiro ancien" (cruzeiro antigo), circula entre 1942 et 1967. Il remplaçait le réal brésilien fondé après l'indépendance en 1823. Il avait comme symboles Cr$ et ₢ (Unicode 0x20A2).
En raison d'une crise économique sévère et d'une hyperinflation, il est remplacé par un nouveau Cruzeiro.
1 000 cruzeiros antigos s'échangeaient contre 1 cruzeiro novo.

### Cruzeiro novo (BRB) de 1967 à 1970
Le second cruzeiro circula dès 1967 sous le nom de Cruzeiro novo (« nouveau cruzeiro ») jusqu'en 1970 avec le symbole NCr$.

### Cruzeiro (deuxième cruzeiro - BRB) de 1970 à 1986
En 1970, le nouveau cruzeiro devient par la loi, le cruzeiro jusqu'en 1986 avec le symbole Cr$.
En 1986, il est remplacé par le cruzado.
1 000 cruzeiro (2e) = 1 cruzado.

### Cruzeiro (troisième cruzeiro- BRE) de 1990 à 1993
Un troisième cruzeiro est mis en circulation en 1990.
Son symbole : Cr$.
En 1993, il est à son tour remplacé par le cruzeiro real.
1 000 cruzeiros (1990-1993) = 1 cruzeiro real.

### Cruzeiro real (BRR) de 1993 à 1994
Le cruzeiro real remplace le troisième cruzeiro en le divisant par mille.
Il est remplacé l'année suivante par le real.
2 750 cruzeiros reais = 1 real.